# ブリギット・アルブレヒト＝ロレタン
ブリギット・アルブレヒト＝ロレタン（Brigitte Albrecht-Loretan、1970年10月6日 - ）は、スイス、ヴァレー州Lax出身の元クロスカントリースキー選手。1990年代から2000年代にかけて国際大会で活躍した。

## プロフィール
1991年12月7日にクロスカントリースキー・ワールドカップデビュー、5km42位となった。翌週の5kmのレースでは9位となり、1992年アルベールビルオリンピック代表に選ばれた。以後計4度の冬季オリンピックに出場、最後のオリンピックとなった2002年ソルトレイクシティオリンピックではアンドレア・フーバー、ローレンス・ローシャ、ナターシャ・レオナルディ・コルテシと組んだ4×5kmリレーで銅メダルを獲得した。
このシーズン限りで現役を引退、
クロスカントリースキー・ワールドカップでは1997年1月17日に10kmで4位となったのが自己最高位、総合では1996-1997シーズンに12位となったのが最高位である。